# Serrat de Sant Martí (Masarac)
El Serrat de Sant Martí és una muntanya de 108 metres que es troba al municipi de Masarac, a la comarca catalana de l'Alt Empordà.